# Ulf Graichen
Ulf Graichen (* 1965) ist ein ehemaliger deutscher Basketballspieler. Er spielte für den TV Langen in der Basketball-Bundesliga.

## Laufbahn
1986 gelang Graichen der Sprung aus der Jugend des TV 1862 Langen in die Bundesliga-Mannschaft der Hessen. Nach dem zwischenzeitlichen Abstieg Langens in die 2. Basketball-Bundesliga half Graichen 1989 beim Wiederaufstieg in die höchste deutsche Spielklasse mit. Die Saison 1991/92, in der der Klassenerhalt in der Bundesliga verfehlt wurde, war Graichens letzte in Langens erster Herrenmannschaft. Er engagierte sich unter anderem als Jugendtrainer sowie im Basketball-Abteilungsvorstand des TV Langen.
2016 wurde der mit der Senioren-Mannschaft des TV Langen deutscher Meister in der Altersklasse Ü50.